# Craugastor bocourti
Craugastor bocourti là một loài ếch trong họ Craugastoridae.
Nó là loài đặc hữu của Guatemala.
Môi trường sống tự nhiên của chúng là các khu rừng vùng núi ẩm nhiệt đới hoặc cận nhiệt đới.
Nó bị đe dọa do mất môi trường sống.